# Символи «ДНР»
Символи «ДНР» — ряд символів, які розглядаються керівництвом терористичного угруповання «ДНР» як «державні» символи очолюваного ними терористичного угрупування. Існують три такі символи — прапор, герб і гімн.

## Прапор «ДНР»

Прапор «ДНР»

Прапор «ДНР» був затверджений 21 червня 2014 року і являє собою полотно з трьома горизонтальними смугами — чорною, синьою та червоною, на яких розміщено герб «ДНР», а також слова «Донецкая народная» і «республика», виконані в стилі російського уставу зверху і знизу від герба відповідно. В такому вигляді (але без слова «народная») прапор «ДНР» використовувався організацією «Донецька республіка» ще у 2000-х роках. З 27 лютого 2018 прапор ДНР є чорно-синьо-червоний триколор (без написів і гербу).
Існує міф про те, що прапор «ДНР» використовувався ще в часи Донецько-Криворізької республіки, але цей міф не має наукових підтверджень. Вперше чорно-синьо-червоний прапор на теренах Донбасу був використаний 8 жовтня 1991 року прорадянськими та проросійськими силами при створенні Інтерруху Донбасу. Біля його витоків, як стверджує засновник Інтерруху Донбасу В. Корнілов, був український радянський червоно-синій прапор з додаванням внизу чорною смужки, що мала б символізувати донецьке вугілля. 
Існують різні трактування символіки кольорів прапору. За однією із них за основу було взято російський прапор, проте білий колір було замінено на чорний, оскільки «чорне — це символ православ'я, а у сім'ї Романових, які проіснували 300 років, чорне теж зверху». За іншою версією, чорний колір символізує родючу землю, синій — дух народу і води Азовського моря, червоний — кров.

## Герб «ДНР»

Герб «ДНР»

Герб «ДНР» також був затверджений 21 червня 2014 року. Герб являє собою срібного двоголового орла, який підняв вгору розпущені крила. На грудях орла — в червленому щиті Архістратиг Михаїл в срібному одязі та озброєнні й мантії з лазурним мечем і срібним із золотими краями щитом із золотим хрестом. Ноги в орла відсутні.

## Гімн «ДНР»
Початково «офіційним гімном» «ДНР» вважалася пісня «Вставай Донбас», відома у виконанні панк-групи «День Триффидов». Натомість 9 травня 2015 на параді в Донецьку як гімн було презентовано пісню «Великий Донбасс: честь и гордость народа», написану Михайлом Хохловим — музичним керівником Донецького музично-драматичного театру, випускником Хмельницького музичного училища. Музика цього гімну виявляє схожість з гімнами СРСР та радянської України. Пісня була названа символом ватного симфонізму